# Vena (album)
Vena (stilizzato VENA) è il quarto album in studio del gruppo musicale giapponese Coldrain, pubblicato il 21 ottobre 2015 in Giappone e il 23 ottobre 2015 nel resto del mondo, rispettivamente dalla VAP e dalla Hopeless Records. È stato promosso, a partire dal 28 settembre 2015, dal primo tour mondiale da headliner della band, con date in Europa, Stati Uniti e Giappone.
Dopo la pubblicazione dei singoli Words of the Youth e Gone in promozione del disco nel 2015, il 17 agosto 2016 viene pubblicato il doppio lato A Vena II, contenente due brani inediti e le versioni acustiche di Gone e The Story, tracce aggiunte a un'omonima edizione speciale di Vena pubblicata lo stesso giorno.

## Tracce
Testi di Masato, musiche di Masato e Y.K.C.
1. Vena – 0:58
2. Wrong – 3:32
3. Divine – 3:36
4. Gone – 4:12
5. Words of the Youth – 3:31
6. The Story – 4:09
7. Whole – 3:45
8. Runaway (feat. Jacoby Shaddix) – 3:46
9. Pretty Little Liar – 3:46
10. Heart of the Young – 3:48
11. Fire in the Sky – 3:24

Tracce bonus in Vena II
1. Born to Bleed – 3:52
2. Undertow – 3:29
3. Gone (Acoustic) – 4:34
4. The Story (Acoustic) – 4:11

## Formazione
- Masato – voce
- Y.K.C – chitarra solista, programmazione
- Sugi – chitarra ritmica, voce secondaria
- RxYxO – basso, voce secondaria
- Katsuma – batteria, percussioni

## Classifiche
| Classifica (2015) | Posizione massima |
| ----------------- | ----------------- |
| Giappone          | 9                 |